# شبکه خراسان رضوی
شبکهٔ خراسان رضوی (شبکهٔ استانی سیمای خراسان رضوی) یکی از شبکه‌های زیرمجموعه صدا و سیمای خراسان رضوی است که در شهر مشهد فعالیت می‌کند. هویت بصری و گرافیک این شبکه در تاریخ ۷ شهریور ۱۳۹۷ به‌طور کلی تغییر یافت و پخش برنامه‌های شبکه خراسان رضوی با فرمت HD و کدک HEVC نیز از گیرنده‌های زمینی و ماهواره‌ای به‌عنوان نخستین شبکه استانی HD شده از ۱۶ آبان ۱۳۹۸ آغاز شد.

## پیشینه
در مهر ۱۳۵۰ ساختمان رادیو و تلویزیون فعلی خراسان افتتاح شد. مرکز سیمای خراسان که از طریق ریزموج‌ها از برنامه‌های شبکه‌های سراسری استفاده می‌کرد، در تولید محلی نیز از مراکز فعال تلویزیونی به‌شمار می‌آمد. تلویزیون در مشهد با تصویر و صدای فریدون فرح اندوز افتتاح شد که در آن زمان یکی از خوش صداترین مجریان تلویزیون ملی ایران محسوب می‌شد.
در خرداد ۱۳۷۱ سیمای خراسان به سیستم پخش تصاویر رنگی مجهز شد. تا سال ۱۳۷۲ سیمای خراسان به رکورد تولید سالانه ۲۱۰ ساعت برنامه رسیده بود و در فواصل پخش برنامه‌های شبکه یک سیما نیز اقدام به پخش برنامه‌ها و پیام‌های کوتاه می‌نمود.
در راس ساعت ۱۸:۳۰ روز ۱۸ اسفند ۱۳۷۶ همزمان با شب ولادت امام رضا با شروع برنامه  مجله تصویری که نوشتاری بود (چیزی شبیه تله تکست)  شبکهٔ استانی خراسان به عنوان سومین شبکهٔ استانی صدا و سیمای ایران، بعد از شبکه‌های تهران و اصفهان، رسماً افتتاح شد و بیش از نیمی از جمعیت استان را تحت پوشش قرار می‌داد. تا پایان سال ۱۳۸۵ این پوشش به حدود ۹۱ درصد رسیده بود. شبکهٔ استانی خراسان از نظر کیفیت و کمیت برنامه‌ها، همواره از شبکه‌های استانی پیشرو محسوب می‌شود؛ به گونه‌ای که در نظرسنجی سال ۱۳۹۰ میزان رضایت‌مندی مردم خراسان از برنامه‌های این مرکز ۶۷ درصد بود که هفت درصد از میانگین رضایت‌مندی مخاطبان ۲۹ شبکهٔ استانی ایران بیشتر است. این شبکه چندین سال به پخش برنامه‌های صبحگاهی ویژهٔ اذان صبح، همراه شبکه‌های استانی اصفهان و فارس می‌پرداخت.
شبکهٔ استانی خراسان رضوی پس از تقسیم استان خراسان در سال ۱۳۸۳ و پیش از تأسیس شبکه‌های استانی خاوران و اترک، بیش از پنج سال در استان‌های خراسان جنوبی و شمالی نیز قابل دریافت بود.
۲۲ خرداد ۱۳۹۰ طی مراسمی در مشهد، پخش بیست و چهار ساعتهٔ شبکهٔ استانی سیمای مرکز خراسان رضوی آغاز شد. بدین ترتیب این شبکه، پس از شبکه‌های استانی فارس، اصفهان و سهند، چهارمین شبکهٔ استانی بود که به پخش برنامه‌هایش در طول ۲۴ ساعت شبانه‌روز انجام می‌گرفت. همزمان با آغاز پخش شبانه‌روزی این شبکه، بخش خبری ساعت ۱۰:۳۰ و نیز بخش‌های خبری عربی و انگلیسی نیز به شبکهٔ خراسان رضوی اضافه شدند.